# Alenka Gotar
Alenka Gotar, slovenska sopranistka in političarka, * 23. avgust 1977, Rodica pri Domžalah.
Alenka Gotar je 3. februarja 2007 s pesmijo »Cvet z juga« zmagala na prireditvi EMA 2007, predizboru tekmovanja za Pesem Evrovizije 2007, ki je bilo v Helsinkih 12. maja 2007, kjer je dosegla 15. mesto.

## Izobraževanje
Po končani osnovni šoli in nižji glasbeni šoli, kjer se je učila klavir in kitaro, se je vpisala na Gimnazijo Poljane. Hkrati je obiskovala Srednjo glasbeno in baletno šolo v Ljubljani, kjer se je učila solopetje pri profesorju Marcosu Bajuku. Leta 1996 je obe šoli zaključila z maturo in bila takoj sprejeta na študij solopetja na Musik-Akademie der Stadt Basel v Švici, leta 1999 pa se je na povabilo  profesorice Lilian Sukis prešolala na Mozarteum v Salzburg (Avstrija), kjer je leta 2000 diplomirala. Na isti ustanovi je nadaljevala podiplomski študij solopetja in operne igre pri Lilian Sukis. Poleg tega se je dodatno pevsko izpopolnjevala v Rimu pri gospe Maji Sunari-Biankini, ter na pevskih seminarjih pri Marjani Lipovšek ter Alfredu Burgstallerju.
Septembra 2015 se je poročila z Anžetom Šuštarjem.

## Operne vloge
Alenka Gotar je od leta 2000 stalni gost SNG opere in baleta Ljubljana, kjer je pela naslednje vloge:
- Barbarina (Figarova svatba - Mozart);
- Donna Elvira (Don Giovanni - Mozart);
- bila cover za vlogo Rusalke (Rusalka - Dvořák);
- Hanna Glawary (Vesela vdova - Lehár);
- Pamina (Papageno igra na čarobno piščal - Mozart/Streul) in
- Gran Sacerdotessa (Aida (opera) – Verdi).

V sezoni 2004/2005 je pela naslednje vloge:
- Brigitte (Jolanta - Čajkovski);
- Bubikopf (Atlantski cesar – Uhlmann)
- Kristine v praizvedbi slovenske opere Brata skladatelja Alojza Ajdiča.

V Salzburgu je pela vloge:
- Susanna (Figarova svatba - Mozart);
- Pamina (Čarobna piščal - Mozart);
- Arminda (La finta giardiniera - Mozart);
- Hyazintus (Apollo und Hyazintus - Mozart) in
- Mimi (La Boheme - Puccini).

Na festivalu Europäische Musikmonat 2001 v Baslu je pela sopransko vlogo v praizvedbi multimedialne opere Skamander švicarskega komponista Beata Gysina.
Alenka Gotar je priznana koncertna solistka z različnimi orkestri in komornimi skupinami v Sloveniji, Avstriji, Švici, Nemčiji, Hrvaški in Skandinaviji. Njen repertoar obsega dela zgodnjega baroka, pa do najmodernejših del glasbene literature (leta 2000 je za švicarski radio DRS3 delala s trenutno enim najuglednejših komponistov našega časa Györgyjem Kurtagom).
V sezoni 2004/2005 je bila angažirana kot stalni član solističnega ansambla SNG opera in balet Ljubljana. Po izteku pogodbe pa deluje kot svobodni umetnik, kot gost v SNG opera in balet Ljubljana in kot pevski pedagog.
Na Eurosongu 2007 v Helsinkih se je s pesmijo Cvet z juga v polfinalu, ki je bil 10. maja 2007, uvrstila v finale.

## Politika
Na Državnozborskih volitvah 2018 je kandidirala za poslanko na listi Slovenske demokratske stranke.

## Nagrade
- 1996 - 1. nagrada na državnem tekmovanju mladih glasbenikov Republike Slovenije, poleg tega pa še nagrado za najboljšo interpretacijo slovenskega samospeva;
- 1999 - 3. nagrada mednarodnega pevskega tekmovanju Ferruccio Tagliavini v Deutschlandsbergu v Avstriji;
- 2003 - na največjem tekmovanju opernih pevcev na svetu Hans Gabor Gesangswettbewerb Belvedere na Dunaju, je dobila posebno nagrado teatra Klagenfurt za najboljšo odrsko osebnost na svetu.
- 2007 - zmaga na izboru slovenske pesmi za pesem Evrovizije s pesmijo Andreja Babića  Cvet z juga;
- 2007 - odlična uvrstitev na tekmovanju za pesem Evrovizije, doseže v polfinalu 7. mesto, v finalu pa 15. mesto, kar slovenskim glasbenikom že dolgo ni uspelo.
- 2007 - 1. nagrada za najboljše besedilo (Cvet z juga) na mednarodnem festivalu v Črni Gori - Sunčane skale

## Album
| Leto | Album                                                | Skladbe |
| ---- | ---------------------------------------------------- | --- |
| 2011 | Alenka: portret (Kjer se poljubita opera in pop ...) | - Cvet z juga - Ženska iz soli - Odidi - Nek te voli kao ja - Samo ti - Če še me nosiš na duši - Mostovi - Phantom of the Opera - All I Ask of You - Ave Maria - O mio babbino caro - Habanera - Meine Lippen, sie küssen so heiss - Mostovi - Cvet z juga - V sanjah pel mi je |